# Bruno Bauch
Bruno Bauch, född 19 januari 1877, död 27 februari 1942, var en tysk filosof.
Bauch blev 1911 professor i Jena. Bauch stod Heinrich Rickerts kantianism nära, men sökte i sin kunskapsteori en närmare beröring med samtidens matematik och naturvetenskap. Hans logiska skrifter inrymmer subtila undersökningar om sannings- och värdebegreppen. I sin etik betonar han kulturvärdena och försöker skapa en syntes av Luther, Kant, Fichte och Hegel. Bland hans skrifter märks Glückseligkeit und Persönlichkeit in der kritischen Ethik (1902), Das Substanzproblem in der griechischen Philosophie (1910), I. Kant (3:e upplagan, 1920), Ethik (3:e upplagan 1921), Wahrheit, Wert und Wirklichkeit (1923) samt Das Naturgesetz (1924).